# Višnjića Do
Višnjića Do (en serbe cyrillique: Вишњића До) est un village de l'ouest du Monténégro, dans la municipalité de Nikšić.

## Démographie

### Évolution historique de la population[1]
| 1948 | 1953 | 1961 | 1971 | 1981 | 1991 | 2003 |
| ---- | ---- | ---- | ---- | ---- | ---- | ---- |
| 160  | 188  | 199  | 167  | 111  | 69   | 49   |